# Huelga general paraguaya de 1958

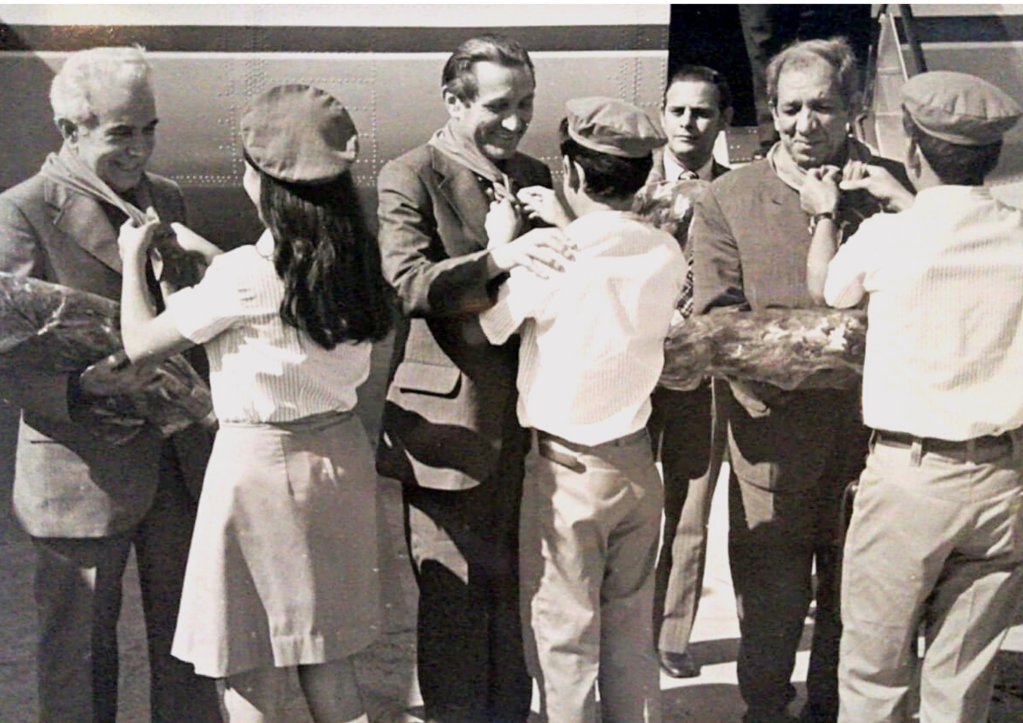
Antonio Maidana, Julio Rojas y Alfredo Alcorta al llegar a Cuba en 1978, tras su liberación. Permanecieron más de dos décadas detenidos por el stronismo tras la huelga general paraguaya de 1958.

La huelga general paraguaya de 1958 fue una medida de fuerza de alcance nacional convocada en Paraguay durante el mes de agosto de 1958, constituyéndose en la primera paralización general de este tipo en la historia del país. La acción fue impulsada por la Confederación Paraguaya de Trabajadores (CPT), que presentó un pliego de reivindicaciones que incluía un incremento del 30 % en los salarios, la declaración de una amnistía general, el levantamiento del estado de emergencia, la implementación de una política económica más equitativa, garantías para el ejercicio de las libertades sindicales y políticas, y la convocatoria a una asamblea constituyente.
La huelga se produjo en un contexto de tensiones internas dentro del Partido Colorado, que enfrentaba a una facción civil liderada por Epifanio Méndez Fleitas con sectores militares alineados al presidente Alfredo Stroessner. La dirigencia de la CPT mantenía estrechos vínculos con la corriente mendeísta.
En preparación para la huelga, se organizaron distintos comités de base. La CPT conformó un comité central de 96 miembros, mientras que sus sindicatos afiliados establecieron estructuras paralelas. La organización Acción Católica expresó públicamente su respaldo a la medida. El 26 de agosto, cerca de 10 000 trabajadores se congregaron en la sede central de la CPT en Asunción, donde se eligió un comité de huelga de cuatro miembros. El gobierno respondió con una propuesta de incremento salarial del 15 %, que fue rechazada por los dirigentes sindicales. La huelga se desarrolló los días 26 y 27 de agosto.
La convocatoria tomó por sorpresa a la dictadura de Alfredo Stroessner. La reacción del Estado paraguayo fue inmediata: la policía dispersó manifestaciones, y la sede de la CPT fue cercada por fuerzas del ejército y la policía. Más de 200 dirigentes sindicales, principalmente de la CPT, fueron detenidos. Incluso fue arrestado el secretario general de la CPT, quien contaba con inmunidad parlamentaria. Las sedes sindicales fueron clausuradas.
Dirigentes comunistas como Antonio Maidana, Julio Rojas y Alfredo Alcorta fueron detenidos y permanecieron encarcelados durante más de dos décadas.
Como resultado de la represión, el movimiento obrero paraguayo quedó profundamente desestructurado y sin conducción funcional. El gobierno intervino la CPT y asumió su control. En el exilio, sindicalistas paraguayos en Argentina reorganizaron la entidad bajo la denominación de CPT-Exilio (CPT-E). En este nuevo escenario, y ante el cierre de los canales institucionales para expresar el descontento social, numerosos militantes comenzaron a considerar la lucha armada como única vía viable de oposición al régimen stronista.